# Brahma-samhita
El Brahma Samhita (hacia el 1500 d. C.) es un texto sánscrito pancharatra, que presenta una oración hablada  por el dios Brahma de cuatro cabezas para glorificar al dios Krishna en el principio de la creación del universo.

## Nombre sánscrito y etimología
- brahmasaṃhitā, en el sistema AITS (alfabeto internacional para la transliteración del sánscrito).
- ब्रह्मसंहिता, en escritura devanagari del sánscrito.
- Pronunciación: /brájma sanjíta/, aunque también podría ser /brajmá sanjitá/.[1]
- Etimología: ‘la recopilación de textos poéticos de [el dios] Brahmá’.[1]
  - Brahmā: nombre del dios creador del universo, de cuatro cabezas. Según los visnuistas fue creado por el dios Visnú; según los sivaístas fue creado por el dios Sivá.
  - samjita: cualquier colección metódica de textos o versos; por ejemplo, el Ramaiana, los diversos libros de leyes (como el Manu-samjita), las obras médicas de Charaka y Sarnga Dhara, los libros de astrología hinduista (por ejemplo, el Brijat-samjita); también existe un samjita de los Puranas que se dice que fue recopilado por Viasa, la sustancia del cual se supone que está representada por el Visnú-purana.[1]
  - Un samjita es también un texto tratado de acuerdo con reglas de eufonía (el ‘buen sonar’); en especial el texto continuo de los Vedas generado mediante la unión ―mediante los cambios fonéticos apropiados― de los padas o palabras separadas.[1]

## Origen
El santo bengalí Chaitania (1486-1534) ―fundador de la religión krisnaísta bengalí, y considerado por sus seguidores como un avatar de Krisná―, viajó por toda la India en peregrinación. Al volver a su residencia en Puri (Orissa), en la costa centro-este de la India, traía consigo una copia de estos versos, declarando que los había descubierto en el templo Adi Késhava, en Thiruvattur (estado de Kerala, en el sur de la India).
Solo se conocen los 62 versículos (del capítulo 5) que Chaitania dio a conocer.

## Primera estrofa
El siguiente fragmento del Sri Brahma-samhita es el versículo 1 del quinto capítulo:
íshwarah paramáh krisnáh
sach-chid-ananda-vigrajáh
anadir adir góvindah
sarva-kārana-kāranam
Soberano supremo es Krisná,
cuerpo de eternidad, conocimiento y felicidad.
Sin origen, es el origen, Góvinda:
de todas las causas, la causa.
El texto fue traducido desde el sánscrito por primera vez al inglés por Bhakti Siddhanta Saraswati en 1932. Se canta o se recita como un texto tanto devocional como doctrinal.

## Datación
Se considera que el propio Chaitania ―que a los veinte años había sido maestro de sánscrito― escribió el Brahma-samhita a los 27 años de edad.
Dos años antes había realizado una proeza similar, de encontrar textos sánscritos desconocidos. En su viaje de peregrinación por el sur de la India, había conocido al brahman Ramadasa Vipra, en Madurai, quien se encontraba deprimido y al borde del suicidio debido a que no podía tolerar que la heroína de la epopeya Ramaiana, Sita, hubiera sido tocada por el demoníaco rey ceilandés Rávana. Entonces Chaitania lo aplacó recordándole que Sita era la diosa Laksmi y que por lo tanto no podría haber sido vista ni tocada por ningún rey mundano. Esto calmó al brahman. Chaitania siguió su viaje hacia el sur. Pero días después reapareció con unas hojas supuestamente del Kurma-purana, que dijo haber recuperado en el lejano templo de Rameshwara (a 180 km al sureste, en una isla frente a la costa). Allí se narraba justamente esa historia del Ramaiana ligeramente cambiada: cuando Rávana secuestró a Sita, en realidad había tomado un cuerpo ilusorio, mientras que la verdadera Sita fue transportada por Agní, el dios del fuego, hasta la morada de la diosa Durgá. Cuando años después el rey-dios Rama libró la guerra del Ramaiana y mató a Rávana, consideró que su esposa Sita era una prostituta por haber vivido en el mismo palacio que otro rey. Entonces la hizo pasar por la prueba del fuego: cuando la falsa Sita entró al fuego, su cuerpo fue destruido; del fuego salió Agní llevando en brazos a la verdadera Sita intacta.
El sanscritólogo japonés Mitsunori Matsubara (1940–) también data este texto hacia el siglo XVI d. C. aproximadamente.
Para su cálculo se basó en la rápida aparición de textos (desde mediados del 1500) que mencionan el Brahma-samhita.
El esoterismo del texto es muy moderno, de fines de la época medieval hinduista, y presenta el mantra Kama-gáiatri de Góvinda en su morada Goloka (‘el planeta de las vacas’). Estas ideas son desarrollos de las doctrinas presentadas en el Bhágavata-purana, el texto base del krisnaísmo, que fue compuesto unos cuatro o cinco siglos antes que el Brahma-samhita.

## Comentario
Existe también un brahma-samjita-viakhia (brahma-saṃhitā-vyākhyā), comentario al Brahma-samjita.

## George Harrison y la canción «Góvindam»
En 1971, el músico británico George Harrison ―exguitarrista de The Beatles, que en esa época se estaba convirtiendo en hare krisna― produjo una grabación de estas oraciones, junto con los devotos hare krishna del templo Radha Krishna en Londres, titulada Govindam. El título se basa en el último verso repetido de cada estrofa de la oración: «Góvindam, adi-púrusham, tam ajam bhayami», que significa ‘a Góvinda, el primer varón, a él yo adoro’.
La canción fue cantada por Yamuna Devi Dasi, una de las primeras discípulas de Prabhupada (el fundador del movimiento Hare Krishna).
La grabación de George Harrison se reproduce litúrgicamente en los templos hare krisna del mundo (incluida la India) cada día a las 7:00 de la mañana, cuando se realiza la exhibición de las estatuas de Krisna, a las que se ha bañado, vestido y «alimentado».